# Karla Fohrbeck
Karla Fohrbeck (* 6. Oktober 1942 in Aachen) ist eine deutsche Kulturwissenschaftlerin, Kulturpublizistin und Kulturpolitikerin.

## Leben
Fohrbeck wuchs in Bayreuth auf. Sie studierte als Studienstiftlerin zwischen 1962 und 1970 in Freiburg, Frankfurt, London und Paris die Fächer Vergleichende Anthropologie und Religionswissenschaften (u. a. bei Claude Lévi-Strauss), Afrikanistik, Philosophie, Soziologie, Politik und Volkswirtschaft. Sie promovierte 1970 zur Dr. rer. pol. bei Thomas Luckmann und Jürgen Habermas in Frankfurt am Main.
Sie war verheiratet mit dem Fluxuskünstler und Ästhetikprofessor Bazon Brock und lebt in Neudrossenfeld (Landkreis Kulmbach).

## Karriere
1970/71 arbeitete Fohrbeck beim Spiegel-Verlag Hamburg am Spiegel-Institut für Projektstudien. Zwischen 1972 und 1979 führte sie das Institut in freiberuflicher Arbeitsgemeinschaft und zumeist Co-Autorenschaft mit Andreas Johannes Wiesand als Institut für Projektstudien in Hamburg fort. In dieser Zeit führte sie zahlreiche Basisrecherchen für den Aufbau der Künstler-Sozialkasse einer Deutschen Kulturstatistik, für die Maßnahmenkataloge der Bundesregierung und die Interessenpolitik von Kunstsparten und Kulturberufen durch, die später in der Gründung des Deutschen Kulturrates mündeten. 1975/76 war sie außerdem Gastprofessorin an der Universität Hamburg für Kultur- und Literatursoziologie.
1979 übersiedelte Fohrbeck mit dem Institut nach Bonn. Es erhielt die neue Bezeichnung Zentrum für Kulturforschung. Das Institut legte für fast alle Bundesministerien Projekt- und Forschungsarbeiten auf, erstellte internationale Vergleichsstudien/Best-Practice-Modelle, organisierte Verbands-Hearings, erstellte Untersuchungen zur Kulturwirtschaft sowie zur privaten und öffentlichen Kulturfinanzierung und zur Kulturstatistik, empirische Untersuchungen in fast allen Kultursparten für Auftraggeber wie Bund, Länder, Gemeinden, internationale Organisationen, Rundfunkanstalten, Kulturindustrie, Stiftungen, Künstler- und Kulturverbände.
1989 nahm Fohrbeck eine Gastprofessur in Campinas (Brasilien) an. Von 1990 bis 1996 war sie Schul- und Kulturreferentin (parteilos) in Nürnberg als Nachfolgerin von Hermann Glaser. In diese Zeit fielen u. a. die Plafonierung der großen Kulturdienststellen und in Kooperation mit Baureferent Walter Anderle die große Gebäuderochade in der Innenstadt, außerdem die Theaterreform, die Neuorganisation der Städtischen Museen und der Kulturentwicklungsplan Film/Neue Medien.
Seit 2007 leitet Fohrbeck freiwillige kulturentwicklungspolitische Projektarbeit in ihrem Heimatraum Bayreuth-Kulmbach-Oberfranken (u. a. zum Markgräfin-Wilhelmine-Doppeljubiläum, zum Jean-Paul-Weg in Oberfranken und Bayreuth, zum Wiederaufbau der jüdischen Infrastruktur in Bayreuth und zum neuen Afrikazentrum/Gebäudeplanung für die Universität Bayreuth, Kulturstadtpläne zu Jean Paul und Richard Wagner, zeitweise Projektbüro/senior service in der Agentur KulturPartner von Clemens Lukas in Bayreuth).

## Kontroverse um Bekehrungszeugnis
Aufsehen erregte Fohrbeck im September 1991 mit der Aussage, sie lasse sich täglich von „Botschaften aus dem Jenseits“ inspirieren und versehe ihre Rathausarbeit im Auftrag des Allmächtigen. Fohrbeck hatte als Anhängerin der freikirchlichen Immanuel-Gemeinde Nürnberg eine Rede gehalten, die ein Stadtmagazin mitgeschnitten hatte. In der Rede hatte sie unter anderem gesagt, sie wolle aus Nürnberg „ein zweites Jerusalem“ machen und behauptete, Gott und Jesus gäben ihr direkte Anweisungen. Die Parteien des Stadtrats verlangten daraufhin ihren Rücktritt, was Fohrbeck allerdings ablehnte.

## Engagement
Zu den zahlreichen Ehrenämtern in den letzten Jahrzehnten gehörten u. a.:
- Mitglied im Aufsichtsrat von Inter Nationes und beim früheren Deutschlandfunk
- Vizepräsidentin in der Kulturpolitischen Gesellschaft
- kulturpolitische Delegierte beim Europarat (Club of Delphi/Europäische Kulturdeklaration), bei der Unesco-Kulturdekade und bei der KSZE-Konferenz in Budapest
- zusammen mit A. J. Wiesand in den 70er und Anfang der 80er Jahre Strukturierung, Aufbau, Gründungsmitglied und anfängliche Geschäftsführung des Deutschen Kulturrates
- Mitglied in der AG Industriekultur im Kulturkreis des Bundesverbands der Deutschen Industrie BDI
- Präsidentin der European Foundation for Culture and Economy, Amsterdam (1989 aufgelöst)
- Gründungsmitglied im Internationalen Künstlergremium und in der Freien Akademie Mannheim
- 1990–1996 Mitglied im Kulturausschuss des Deutschen Städtetages
- 2008–2012 Mitglied in der AG Kultur und Kreativwirtschaft beim Deutschen Industrie- und Handelstag DIHT Berlin

## Ehrungen
- 1977: Kulturpreis des DGB (zusammen mit Andreas Johannes Wiesand).
- 2012: Bayerische Verfassungsmedaille in Silber (Bayerischer Landtag).
- 2018: Kulturpreis der Oberfrankenstiftung für vielfältige Verdienste um das nationale und internationale Kulturleben.[5]
- 2022: Kulturpreis Stadt Bayreuth[6]
- 2024: Gemeindemedaille Neudrossenfeld

## Veröffentlichungen

### Kulturpolitik/Kulturfinanzierung/Kulturwirtschaft
(empirische Grundlagen für eine Bundeskulturpolitik. BMI-Reihe Kultur und Staat, BMI = Bundesministerium des Innern)
- mit Andreas Johannes Wiesand: Handbuch der Kulturpreise und der individuellen Künstlerförderung 1945-1978. ZfKF, DuMont Verlag, Köln, 1978
- mit Andreas Johannes Wiesand: Musik-Statistik-Kulturpolitik. ZfKF, DuMont Verlag, Köln, 1982
- Handbuch ‚Künstler in Not’. DuMont Verlag, Köln, 1983
- Handbuch der Kulturpreise und der individuellen Künstlerförderung 1979-1985. ZfKF, DuMont Verlag, Köln 1985
- Renaissance der Mäzene? Interessenvielfalt in der privaten Kulturfinanzierung DuMont Verlag, Köln, 1989
- mit Andreas Johannes Wiesand: Von der Industriegesellschaft zur Kulturgesellschaft? Beck Verlag, München 1989

### Kulturberufe
(empirische Grundlagen für bessere Rechtslage, den Aufbau der Künstlersozialversicherung, des Deutschen Kulturrates und für einzelne Berufsverbände/Berufssparten)
- mit Andreas Johannes Wiesand: Der Autorenreport. Rowohlt Verlag, Hamburg, 1972
- mit Andreas Johannes Wiesand: Der Künstlerreport. Musikschaffende/Darsteller/Realisatoren/Bildende Künstler/Designer. Hanser Verlag, 1975
- mit Andreas Johannes Wiesand und Frank Woltereck: Arbeitnehmer oder Unternehmer? Zur Rechtssituation der Kulturberufe. Schweitzer Verlag, 1976
- mit Andreas Johannes Wiesand und Dorothea Fohrbeck: Beruf Architekt. Hatje Verlag, 1984
- mit Andreas Johannes Wiesand und Trixi Trommer: Frauen im Kultur- und Medienbetrieb. Empirische Bestandsaufnahme. Bundesministerium für Bildung und Wissenschaft, Bonn, 1987

### Kultursoziologie Einzelstudien
- mit Andreas Johannes Wiesand: Bibliotheken und Bibliothekstantieme. Bestand. Ausleihe. Entwicklungstendenzen. Verlag Dokumentation Pullach, 1974
- mit Andreas Johannes Wiesand: Literatur und Öffentlichkeit in der Bundesrepublik Deutschland. Hanser Verlag 1976 (auch englische und französische Ausgabe)
- Kulturelle Öffentlichkeit in Bremen (Kulturentwicklungsplan). Schmalfeldt-Verlag, Bremen, 1980 (Senat der Hansestadt Bremen)
- mit Andreas Johannes Wiesand: Der WDR als Kultur- und Wirtschaftsfaktor. Grote-Verlag, 1989
- Universität als Heimat? Studentische Kulturarbeit. Bundesministerium für Bildung und Wissenschaft, Bock Verlag, 1986
  - Band 1: Von Humboldt bis zum BSK – Kulturlandschaft Hochschule.
  - Band 2: Von Kiel bis Konstanz – Kulturarbeit aus der Studenten-Perspektive.

### Vergleichende internationale Kultursoziologie/Kulturpolitik
- mit Andreas Johannes Wiesand: Situation sociale des artistes en RFA. ZfKF, Inter Nationes, 1980
- Kunstförderung im internationalen Vergleich (Best-Practice-Modelle). DuMont Verlag, Köln, 1981 (BMI-Reihe Kultur und Staat)
- mit Anton Regenberg und Olaf Schwencke: Politisierung der Kultur? Regionalismus und Nationalismus in Europa. Kulturpolitische Gesellschaft, Bonn, 1984
- mit Andreas Johannes Wiesand und Franz-Otto Hofecker: Erfolgreiche Bibliotheksarbeit in Sparzeiten. Bertelsmann-Stiftung, 1985
- mit Andreas Johannes Wiesand: Handbook of Cultural Affairs in Europe/Manuel Européen des Affaires Culturelles. ZfKF & CIRCLE, Nomos Verlag, 1985
- mit Andreas Johannes Wiesand: Kulturadministration/Arts Management – Internationale Auswahlbiografie. ZfKF, Bundesministerium Bildung und Wissenschaft, Bonn, 1987
- mit Andreas Johannes Wiesand: Kulturfinanzierung/Sponsorship in the arts – Internationale Auswahlbiografie. ZfKF, Bundesministerium Bildung und Wissenschaft, Bonn, 1988
- mit Andreas Johannes Wiesand: Private Cultural Promotion in the Federal Republic of Germany. ZfKF, Inter Nationes, 1989

### Vergleichende Kulturanthropologie
- Wissen und Bewußtsein als Elemente der Konstitution von "Geschichte"-am Beispiel primitiver Gesellschaften. Diss. 1970
- mit Andreas Johannes Wiesand und Renate Zahar: Heile Welt und Dritte Welt. Medien und politischer Unterricht. Leske Verlag 1971
- mit Andreas Johannes Wiesand: Wir Eingeborenen. Magie und Aufklärung im Kulturvergleich. Leske & Budrich Verlag, 1981; (in Lizenz d. Leske-u.-Budrich-Verl., Leverkusen) unter dem Titel: ‚Wir Eingeborenen‘. Zivilisierte Wilde und exotische Europäer; Magie und Aufklärung im Kulturvergleich. Rowohlt Verlag, 1987
- mit Andreas Johannes Wiesand und Margarethe Schreinemakers: Dritte Welt und Medienwelt. Entwicklungspolitik und das Bild der Dritten Welt in Presse, Hörfunk, Fernsehen. Bundesministerium für wirtschaftliche Zusammenarbeit, Bonn, 1983
- mit Huub Kuipers (Hg.): Van Totem tot Lifestyle. Europese cultuur in ontwikkeling. Koninklijk Instituut voor de Tropen, Amsterdam, 1987

### Kulturphilosophie/Literatur
- Hg.: Ästhetik als Vermittlung. Gesammelte Arbeiten von Bazon Brock 1957–1977. DuMont Verlag, Köln, 1977
- mit Hanspeter Widrig: Tod, Gericht und ewiges Leben. Heils- und Weltenplan in der Bibel. Eigenverlag, 1992 (Ausstellungskatalog)
- mit Frank Piontek:  Jean Paul in Bayreuth (Kultur-Stadtplan). BMTG, Bayreuth, 2011
- Jean Paul in & um Bayreuth. Ein literarischer Spaziergehführer zum Jean-Paul-Weg, BMTG, Bayreuth, 2012 (Stationstexte mit Frank Piontek)
- Jean Paul in Oberfranken. Ein literarischer Wanderführer zum Jean-Paul-Weg. BMTG, Bayreuth, 2012 (Geschichte, Karten und Stationstexte zum Gesamtweg)
- Richard Wagner in Bayreuth (Kultur-Stadtplan). KMT/BMTG, Bayreuth, 2013
- Markgrafenkirchen in der Region Bayreuth-Kulmbach (Tourismusführer), 2015
- Rotmainauenweg Bayreuth-Heinersreuth-Neudrossenfeld-Langenstadt (Tourismusführer), 2016